# 고머 파일, U.S.M.C.
《고머 파일, U.S.M.C.》(Gomer Pyle USMC)는 미국의 시트콤으로, 1964년 9월 25일부터 1969년 5월 2일까지 CBS에서 방송되었다.

## 미국 이외 국가의 방송
미국 외의 국가에서는 일본을 제외한 국가에서는 방송된 적이 없다. 일본에서는 1965년 8월부터 1966년 3월까지 TBS 계열의 방송사에서 마이페이스 이등병(일본어: マイペース二等兵 마이페스닛토헤이[*])이라는 이름으로 방송했다.

## 같이 보기
- 풀 메탈 재킷 - 이 영화 주인공 중에서 정신적 문제를 겪는 훈련병인 레오나드 로렌스가 고머 파일이라는 별칭으로 불렸다.